# Récourt (Haute-Marne)
Pour les articles homonymes, voir Récourt.
Récourt est une ancienne commune française du département de la Haute-Marne en région Grand Est. C'est une commune associée du Val-de-Meuse depuis 1972.

## Géographie
Le village est traversé par le ruisseau de Quenevaille et la route D240.
Situé sur le Plateau de Langres-Châtillonnais, Récourt est le lieu du seul tripoint hydrographique européen, où se séparent les bassins-versants de la Meuse, de la Seine et du Rhône.

## Histoire
En 1789, ce village fait partie de la province de Champagne dans le bailliage de Langres et la prévôté de Montigny-le-Roi.
Le 2 juin 1972, la commune de Récourt est rattachée sous le régime de la fusion-association à celle de Montigny-le-Roi qui devient Le Val-de-Meuse. 

## Politique et administration
| Période                                  | Période  | Identité               | Étiquette | Qualité       |
| ---------------------------------------- | -------- | ---------------------- | --------- | ------------- |
| 1989                                     | 2020     | Jean-Claude Chretienot |           | Maire Délégué |
| 2020                                     | en cours | Claire Chretienot      |           | Maire Délégué |
| Les données manquantes sont à compléter. |          |                        |           |               |

## Démographie
| 1793 | 1800 | 1806 | 1821 | 1831 | 1836 | 1841 | 1846 | 1851 |
| ---- | ---- | ---- | ---- | ---- | ---- | ---- | ---- | ---- |
| 240  | 244  | 284  | 283  | 310  | 312  | 300  | 298  | 321  |

| 1856 | 1861 | 1866 | 1872 | 1876 | 1881 | 1886 | 1891 | 1896 |
| ---- | ---- | ---- | ---- | ---- | ---- | ---- | ---- | ---- |
| 309  | 300  | 276  | 279  | 275  | 251  | 219  | 252  | 223  |

| 1901 | 1906 | 1911 | 1921 | 1926 | 1931 | 1936 | 1946 | 1954 |
| ---- | ---- | ---- | ---- | ---- | ---- | ---- | ---- | ---- |
| 198  | 211  | 207  | 163  | 164  | 152  | 134  | 136  | 141  |

| 1962 | 1968 | - | - | - | - | - | - | - |
| ---- | ---- | - | - | - | - | - | - | - |
| 135  | 108  | - | - | - | - | - | - | - |

## Lieux et monuments
- Église Saint-Christophe du XVIIIe siècle